# Hagada

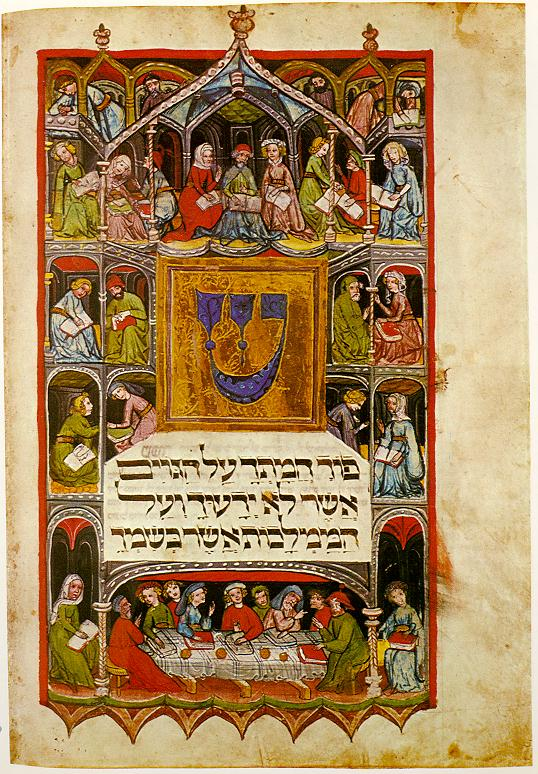
Hagadă de la Darmstadt, 1430, manuscris copiat în scris ebraic pătrat.Se văd figuri de bărbați și femei ținând în mâini o carte, probabil Hagada, și vorbindu-și despre Exodul din Egipt. Textul de pe această pagină este începutul psalmului 79 versetul 6. Se află la Hessische Landes-und Hochschulbibliotek din Darmstadt

Hagadá (în ebraică: הַגָּדָה, „a spune”) este un text evreiesc scris în cea mai mare parte în limba ebraică care stabilește ordinea Sederului de Paște. Citirea Hagadei la cina pascală numită Seder este o împlinire a poruncii scripturale adresate fiecărui evreu de „a spune fiului său” (vehigadtá levinkhá) despre eliberarea miraculoasă a evreilor din robia în Egipt, așa cum este descrisă în Cartea Exodului din Tora.
Hagada este o culegere de midrașim, fragmente din psalmi, vorbe sapiențiale, binecuvântări, rugăciuni și cântece liturgice (piyutim) care se referă la ieșirea fiilor lui Israel din Egipt.
Ea se numește Hagadá - relatare, după verbul lehagid  - a spune, a relata - pe urmele poruncii Vehigadtá levinkhá. 
Lectura Hagadei alături de cina festivă Seder Pesah este un obicei central în iudaism pentru toți membrii familiei, de toate vârstele. 
Hagada contine poruncile nopții de Paște (Leil Haseder): binecuvântarea Kidush urmată de sorbirea a patru pahare de vin, consumarea pâinii nedospite (matzá sau azimă), a alimentelor denumite maror, karpas, haroset și a azimei Afikoman în amintirea sacrificiului de Pesah în Templul din Ierusalim. Procedura cinei apare în Mishna, în tractatul Pesahim in capitolul 10.
Vreme de multe generatii cartea Hagadá a evoluat din punct de vedere artistic în paralel cu partea ei pedagogică și exegetică. Învățați i-au adăugat cântece și au dezbătut despre ea în comentarii, iar artiști au creat editii ilustrate și împodobite.
În diverse comunități evreiești Hagada este recitată pe melodii tradiționale sau noi. 